# Marie Epstein
Marie Epstein, nata Marie-Antonine Epstein (Varsavia, 14 agosto 1899 – Parigi, 24 aprile 1995), è stata una regista, sceneggiatrice e attrice francese.

## Biografia
Marie-Antonine Epstein è nata nell'attuale Polonia. La sua carriera si divide in tre periodi: a partire dagli anni '20 ha lavorato come attrice e assistente del fratello Jean Epstein; dal 1928 fino ai primi anni '50 ha collaborato con il regista Jean Benoît-Lévy; mentre dagli anni '50 al suo ritiro, avvenuto nel 1977, ha lavorato come conservazionista presso la Cinémathèque française.

## Filmografia parziale

### Regista
- Peau de pêche (1929)
- Coeur de Paris (1932)
- La maternelle (1933)
- Itto (1934)
- Fanciulle alla sbarra (La mort du cygne) (1937)
- Altitude 3.200 (1938)

### Sceneggiatrice
- Coeur fidèle (1923)
- Le double amour (1925)
- Six et demi onze (1927)
- Coeur de Paris (1932)
- La maternelle (1933)
- Elena studentessa in chimica (Hélène) (1936)
- Fanciulle alla sbarra (La mort du cygne) (1937)
- La liberté surveillée (1958)

### Assistente alla regia
- Maternité (1930)
- Le feu de paille (1939)

### Attrice
- Coeur fidèle, regia di Jean Epstein (1923)